# Ferenciek tere

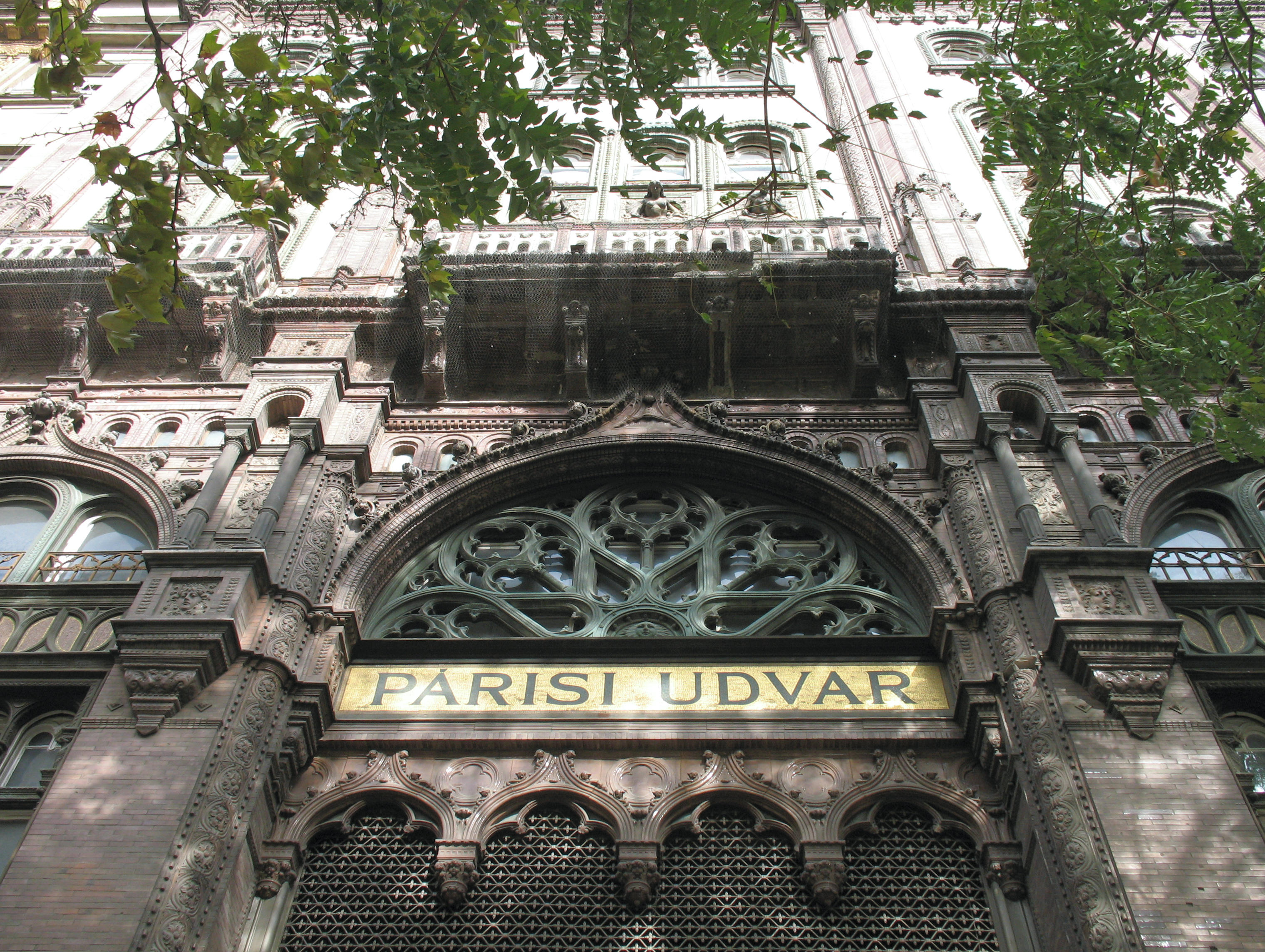
Párizsi udvar

Ferenciek tere – plac w centrum Budapesztu. Plac znajduje się na wschodnim brzegu Dunaju w Peszcie. Jest to jedno z centralnych miejsc stolicy Węgier. Znaczący węzeł komunikacyjny. Oprócz linii autobusowych można tutaj skorzystać, z ulokowanej 27 metrów pod powierzchnią, stacji metra Ferenciek tere. W sąsiedztwie placu znajduje się Most Elżbiety i Váci utca.